# Benifallim
Benifallim község Spanyolországban, Alicante tartományban. Lakosainak száma 116 fő (2024). Benifallim Alcoy, Penàguila és La Torre de les Maçanes községekkel határos.

## Népesség
A település lakosságának változását az alábbi diagram mutatja:
| Lakosok száma | 141  | 132  | 127  | 109  | 115  | 121  | 114  | 105  | 103  | 116  |
|               | 2001 | 2004 | 2006 | 2009 | 2011 | 2014 | 2016 | 2019 | 2021 | 2024 |